# Scream (chanson de Sergueï Lazarev)
Pour les articles homonymes, voir Scream.
Chanson représentant la Russie au Concours Eurovision de la chanson 2019
I Won't Break
(2018) Uno
(2020)
Scream est une chanson de Sergey Lazarev qui représente la Russie au Concours Eurovision de la chanson 2019, à Tel Aviv en Israël. Elle est intégralement interprétée en anglais, comme les règles du concours le permettent depuis l’édition 1999.

## À l’Eurovision
’’Scream’’ représente la Russie au Concours Eurovision de la chanson 2019, à Tel Aviv en Israël, après que son interprète Sergey Lazarev a été sélectionné en interne par le télédiffuseur russe. Il a été déterminé au moyen d’un tirage au sort le 28 janvier 2019 que la chanson serait interprétée en direct lors de la seconde moitié de la seconde demi-finale, le jeudi 16 mai 2019. Il a par la suite été révélé que la chanson passera en treizième, sur dix-huit participants. En cas de qualification, elle sera à nouveau interprétée lors de la finale du samedi 18 mai 2019.

## Liste des pistes
| 1. | Scream | 2:58 |